# Lomány
Lomány románul: Loman, falu Romániában, Erdélyben, Fehér megyében.

## Fekvése
Szászsebestől délre fekvő település.

## Története
Lomány, Lomány Sebes nevét 1733-ban említette először oklevél Lomán néven.
Későbbi névváltozatai: 1750-ben Loman, 1808-ban Lomány, 1861-ben Lomány Sebes, 1888-ban Lomány (Lomaj, Loman),  1913-ban Lomány.
A trianoni békeszerződés előtt Szeben vármegye Szászsebesi járásához tartozott. 1910-ben 1345 görögkeleti ortodox román lakosa volt.

## Források

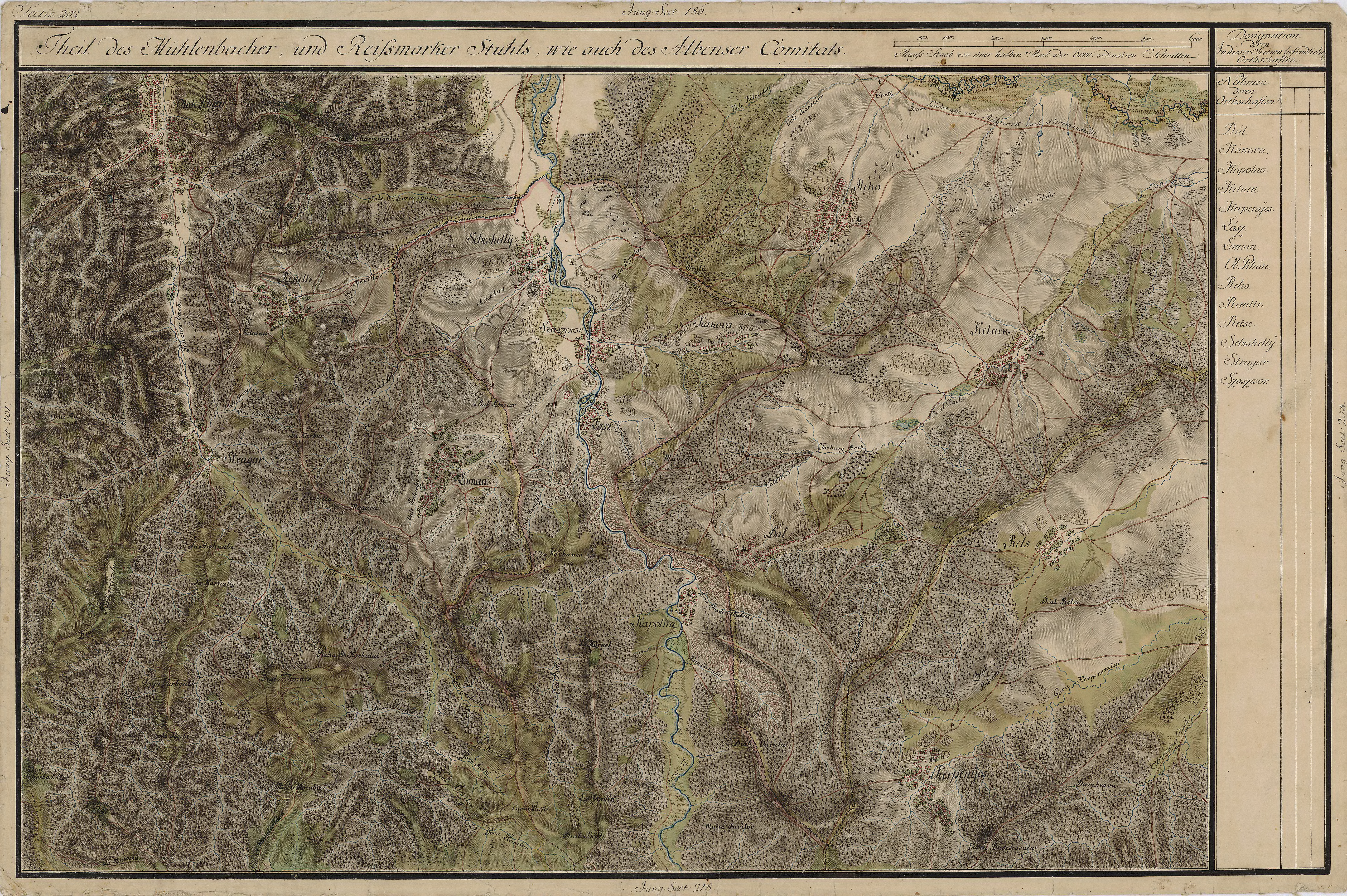
Lomány egy régi térképen

## Nevezetességek
- Temetőjének különleges kopjafái